# Robert Harrison
Robert Harrison, född 1905, död 1978, var en amerikansk förläggare som skapade tidningen Confidential 1952. Confidential anses som ursprunget till dagens skvallerpress och den moderna kändisjournalistiken.

## Biografi innan skapandet av Confidential
Robert Harrison växte upp i Bronx i New York. Från att ha börjat som notisskrivare på New York-tabloider arbetade han sig upp till annonssäljare. Senare startade han mindre tidningar som specialiserade sig på vad som då ansågs sexuellt kittlande och perverterat. Han var inte främmande för att själv medverka på bilderna (bland annat tillsammans med Betty Page), till exempel föreställande vit slavhandlare iförd tropikhjälm eller smiskandes unga flickor. Vid ett tillfälle blev han arresterad för att ha iscensatt pornografiska bilder med unga damer på en golfbana i New Jersey. 

## Harrisons tidiga publikationer
Under 1940-talet gav Harrison ut så kallade ”girlie magazines”, dåtidens porrtidningar med bilder av lättklädda kvinnor i utmanande positioner. För att öka försäljningen engagerade han ledande pinup-illustratörer som Peter Driben, Earl Morgan och Billy De Vorss, till att producera omslagen.
Beauty Parade (”The World's Loveliest Girls”) var hans första ”vågade” publikation och började utges i oktober 1941. Den innehöll, precis som titeln anspelar på, bilder på vackra kvinnor, dock utan de senare publikationernas utmanande inslag. 
Tidningen Eyeful (”Glorifying the American Girl”) skapades 1942 och liknade Beauty Parade. De avbildade kvinnorna var fortfarande fullt påklädda, men fotograferades ofta i mer privata situationer. Eyeful hade ofta Betty Page på mittuppslaget. 
Även tidningen Wink liknade Beauty Parade, men innehöll ett starkare element av fetischism, med kvinnor i bondage-situationer hållande piskor eller utsatta för smisk. 
1947 skapade Harrison tidningen Flirt, som i huvudsak liknade Beauty Parade, men med mer fetischistiska inslag. 
Titter (”America's Merriest Magazine”) var ytterligare en av Harrisons publikationer, men som mer fokuserade på de kvinnor som förekom i burlesk varietéunderhållning.
Den enda av Harrisons publikationer som egentligen skilde sig från det ursprungliga Beauty Parade-formatet, var Whisper som började ges ut i april 1946. Tidningens sexuella anspelningar var mycket mer våldsamma och uppenbara än i de tidigare publikationerna, och uppnådde en upplaga på 600 000 exemplar. 
Efter att Harrison skapat Confidential återanvändes många av Confidentials artiklar i tidningen. Harrison sålde Whisper 1958, men tidningen överlevde in på 1970-talet.

## Skapandet av Confidential
Idén till Confidentials skvallerkoncept påstås Robert Harrison ha fått när han såg senatsförhören om organiserad brottslighet som leddes av Tennessee-senatorn Estes Kefauver i början av femtiotalet. Förhören drog fram undersidan av USA, dess maffiabossar med fantasieggande öknamn, överdådiga livsstilar och massor av pikanta detaljer i privatlivet. Förhören gick på TV och slog ut många tv-serier i antal tittare. Harrison insåg då att folk hellre följde verkliga personers förehavanden, än att läsa om påhittade fantasifigurer.
Efter senatsförhören började Harrison bygga upp konceptet till sin nya tidning. Han ansåg sig dock inte kunna inrikta sig mot maffian, eftersom han inte hade samma skydd som en senator. Men Hollywood var en liknande värld som verkade leva efter sina egna lagar, och som innehöll samma glamorösa livsstil med promiskuitet och frestelser.

## Confidentials succé
Confidentials första nummer kom ut i december 1952 under parollen “The Lid Is Off!”. Den gavs ut varannan månad och blev på kort tid USA:s snabbast växande tidning. Efter bara ett par nummer var Confidentials upplaga uppe i fyra miljoner och då varje tidning beräknades läsas av tio personer innebar det att den nådde var femte amerikan. Harrison beräknades tjäna en halv miljon dollar per nummer. (I dagens svenska penningvärde skulle det vara nästan 24 miljoner kronor.) 1955 nådde Confidentials upplaga fem miljoner och hade en större upplaga än TV Guide, Look, The Saturday Evening Post eller till och med de mer kända tidningarna Life och Time Magazine.
Confidentials koncept var avslöjanden och insinuationer om kändisars privatliv. Exempelvis insinuerade tidningen att Bing Crosby var hustrumisshandlare, att Rock Hudson och Liberace var homosexuella samt gjorde det allmänt känt att Robert Mitchum åkt fast för att ha rökt marijuana. Förutom att sprida skvaller kombinerade Confidential sina avslöjanden med en konservativ agenda som särskilt intresserade sig för vem som sympatiserade med vänstern samt vilka som ”umgicks över rasgränserna” (så kallad ”miscegenation”).

## Rättegången mot Confidential och Harrison
1957 försökte Hollywood slå tillbaka och övertygade Kaliforniens delstatsåklagare att stämma Robert Harrison personligen för “konspiration syftande till publicering av kriminellt förtal”.
När rättegången började kallade Harrisons advokat Arthur J. Crowley in hundratals Hollywoodstjärnor att vittna vilket visade sig vara bra marknadsföring för tidningen. 
Rättegången inleddes med att de mest sensationella artiklarna ur tidningen lästes upp. På så sätt blev de en del av rättegångshandlingarna och den seriösa pressen kunde citera dem i dagstidningarna vilket gjorde situationen förnedrande för filmbolagen. På detta sätt vände Harrison rättegången till en publicitetskupp för Confidential.
Efter att juryn satt rekord i överläggningstid förklarade den att den inte kunde enas om ett utslag. Domaren förklarade rättegången ogiltig och slog omedelbart fast att den skulle göras om.
Nu hade filmindustrin fått nog. De ville inte vara med om ett liknande spektakel en gång till och började utöva påtryckningar mot samtliga delstatspolitiker. Efter tio dagar förklarade domaren att det inte skulle bli någon ny rättegång. Filmindustrin och Harrison kom fram till en hemlig uppgörelse – och tidningen lovade att låta filmstjärnorna vara ifred mot att Kaliforniens delstatsåklagare lade ner åtalet mot Harrison.

## Harrison efter rättegången
Uppgörelsen blev slutet på Confidentials storhetstid. Utan riktigt sensationellt skvaller gick försäljningen ned och advokatkostnaderna blev för höga på grund av enskilda stämningar från olika stjärnor som snart dök upp. 1958 gjorde Robert Harrison upp i godo med alla som stämt honom och sålde Confidential och Whisper för att skydda pengarna han tjänat under sex turbulenta år.
Robert Harrison dog 1978, samma år som tidningen Confidential lades ner.